# I Just Wanna Be With You
«I Just Wanna Be With You» –en español: «Sólo quiero estar contigo»– es una canción de la banda estadounidense de rock Player, compuesta por Peter Beckett y es el 5º sencillo extraído del segundo álbum del grupo Danger Zone. Se considera una de las más elaboradas piezas del álbum, a pesar de no haber entrado en ninguna lista musical.
Fue publicado en septiembre y diciembre de 1978 para los Estados Unidos y el Reino Unido respectivamente por la compañía discográfica RSO Records.

## Lista de pistas
| Lado A |                                     |          |  |
| N.º    | Título                              | Duración |  |
| 1.     | «I Just Wanna Be With You» (Stereo) | 3:35     |  |

| Lado B |                                   |          |  |
| N.º    | Título                            | Duración |  |
| 1.     | «I Just Wanna Be With You» (Mono) | 3:35     |  |

## Miembros

### La banda
- Peter Beckett – voz líder, guitarra eléctrica
- Ronn Moss – voz, bajo eléctrico
- J.C. Crowley – voz, teclados
- John Friesen – voz, batería, percusión

### Músicos adicionales
- Wayne Cook – sintetizador, programación de sonido